# Síndrome de Zellweger
A síndrome de Zellweger é uma doença rara, congénita, caracterizada pela redução ou ausência de peroxissomas nas células do fígado, rins e cérebro. As células não têm a capacidade de executar, nos peroxissomas, a beta-oxidação de ácidos graxos de cadeia longa. Como o peroxissomo não vem de nenhuma outra organela (apenas se divide de outro), o organismo do indivíduo afetado não poderá fazer as oxirreduções necessárias à sobrevivência dele, levando-o à morte.
Isto se deve a uma deficiência genética em um dos vários genes envolvidos na biogênese peroxissomal. Tipicamente apresenta-se no período neonatal e é normalmente fatal. Os peroxissomos apresentam-se "vazios", pois existe uma deficiência na importação de proteínas. Logo não ocorrendo as reações oxidativas características da organela. Indivíduos com essa síndrome apresentam anomalias severas no cérebro, fígado e rim consequentemente morrem logo após o nascimento.

## Características
As características clínicas incluem hipotonia, ossos faciais e cranianos dismórficos-turricefalia,fontanelas amplas, palato ogival, nariz achatado, epicanto, deformidades auriculares, prejuízo visual, convulsões multifocais, hepatomegalia, disgenesia biliar e dificuldades de deglutição. Patologicamente, há déficits de migração do neocórtex e degeneração da substância branca dos tratos. A síndrome de Zelleweger símile refere-se a condições que assemelham-se fenotipicamente à sindrome Zelleweger neonatal porém ocorrem na infância e idade adulta..